# Mérédis Houmounou
Mérédis Houmounou (Fontenay-aux-Roses, 28 novembre 1988) è un cestista francese.

## Palmarès
- Match des Champions: 1

Cholet: 2010
- Mondiali 3x3: 1

Atene 2012 (misto).